# Wubbo Ockels
Wubbo Johannes Ockels est un spationaute néerlandais né le 28 mars 1946 et mort le 18 mai 2014 à Amsterdam.

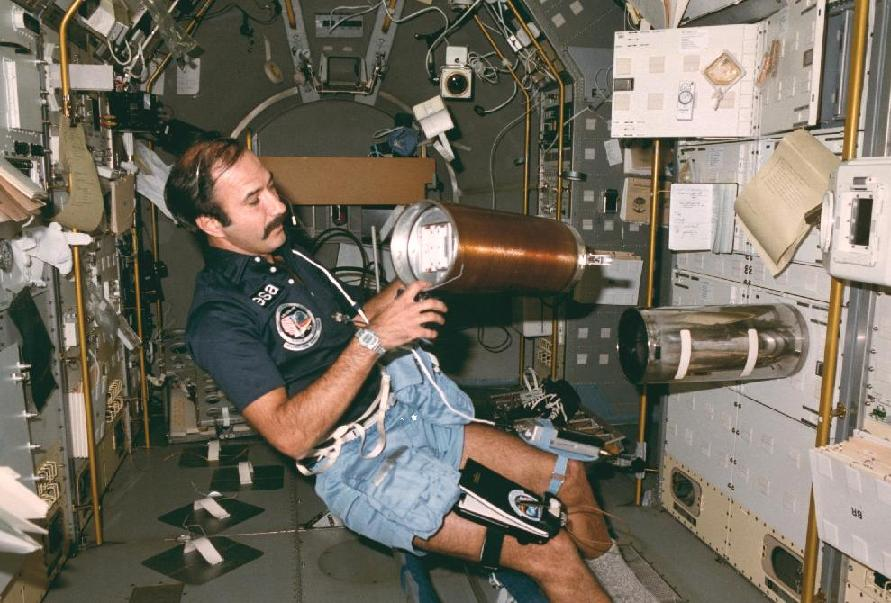
W. Ockels dans le Spacelab.

## Biographie
Il meurt d'un cancer des reins en mai 2014.

## Vols réalisés

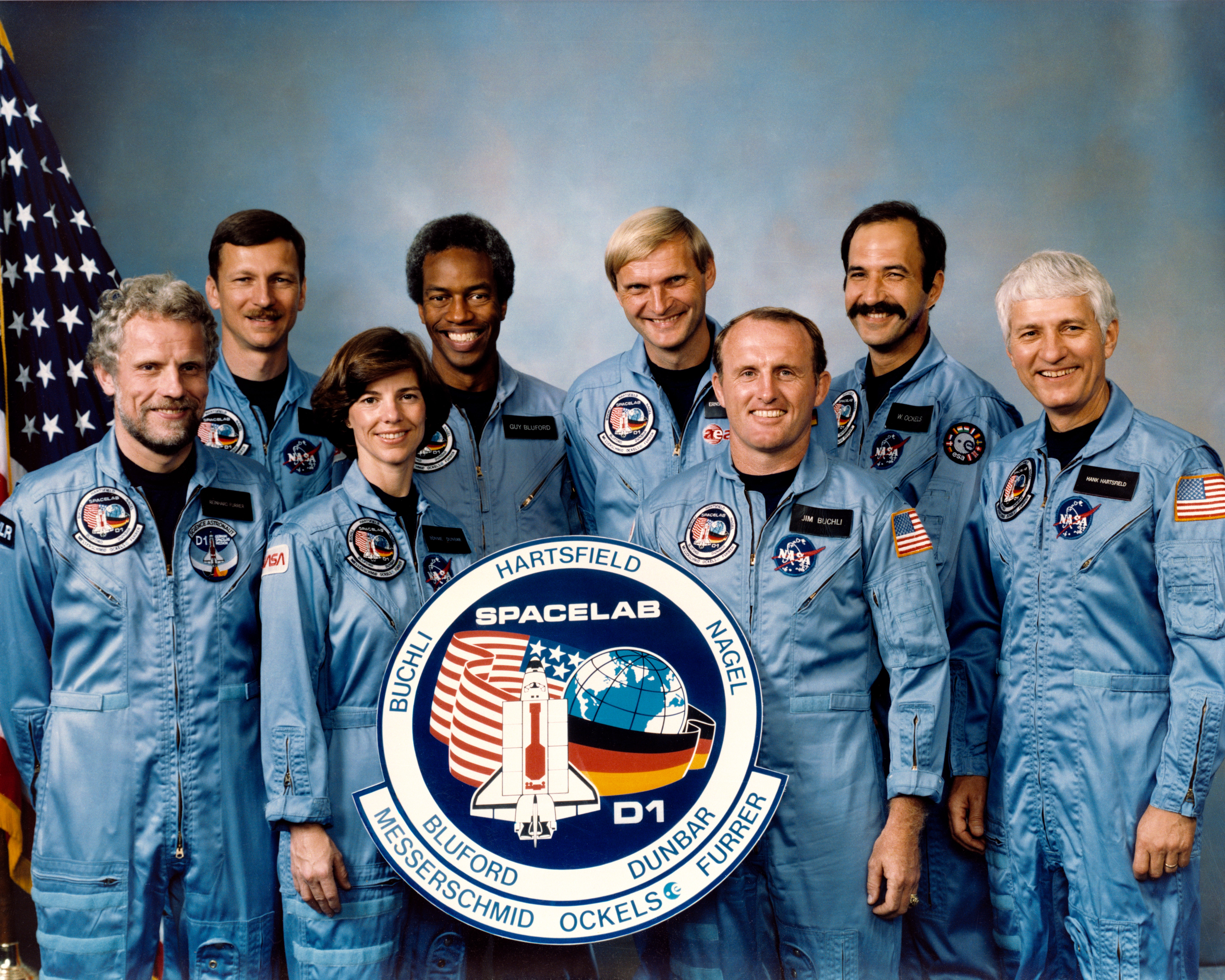
L'équipage du STS-61-A (W. Ockels deuxième à partir de la droite).

Il réalise un unique vol en tant que spécialiste de charge utile, le 30 octobre 1985, à bord du vol Challenger (STS-61-A).